# 奧爾沙湖
57°02′37″N 29°21′22″E / 57.04361°N 29.35611°E

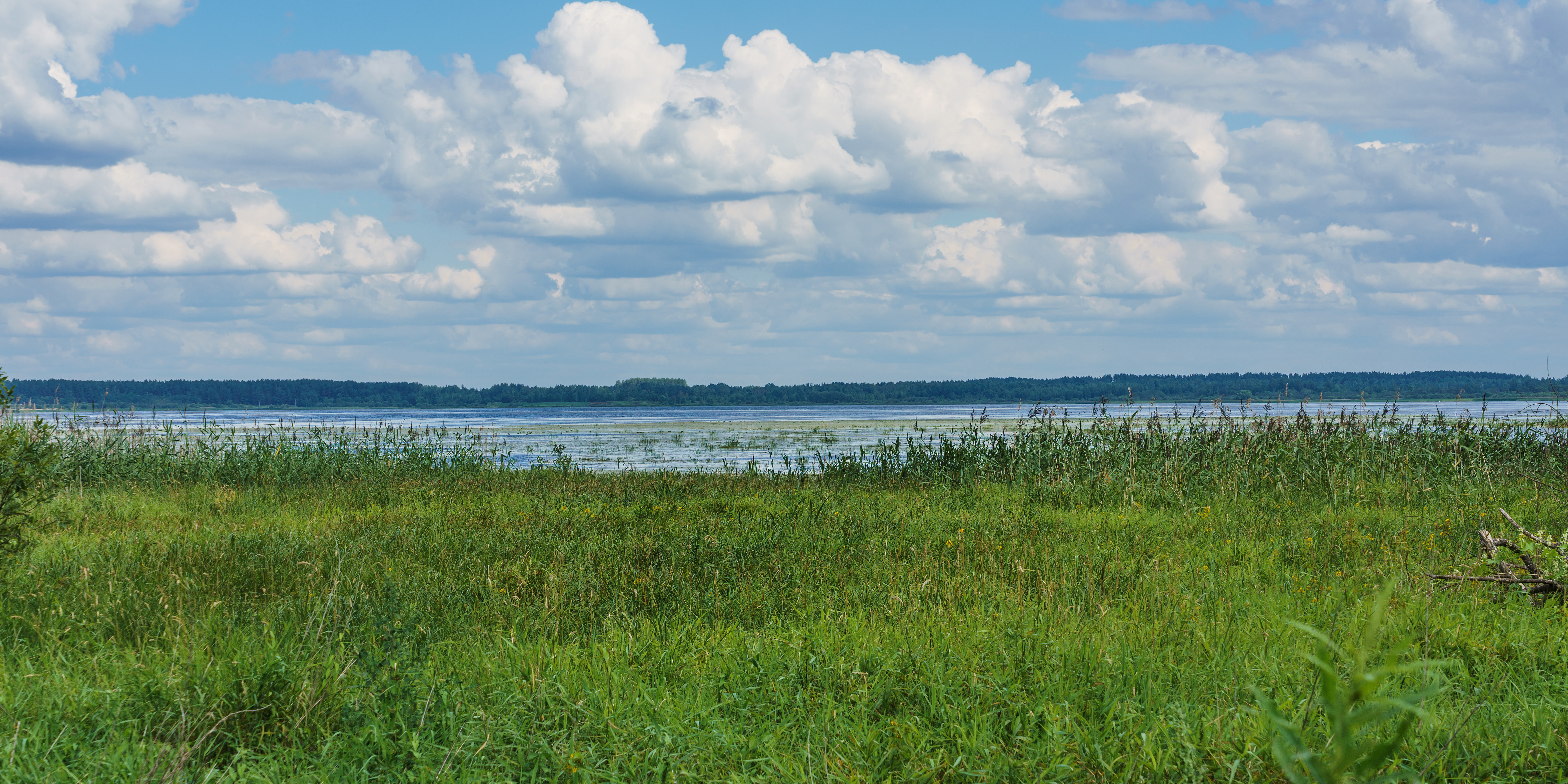
奧爾沙湖湖畔

奧爾沙湖（俄语：Орша），是俄羅斯的湖泊，位於該國西北部，由普斯科夫州負責管轄，處於新勒熱夫區，面積2.7平方公里，集水區面積107.8平方公里，平均水深1.3米，最大水深4米。